# Xiaomi Redmi Note 3
Xiaomi RedMi Note 3, portant le nom en chinois : Xiǎomǐ Hongmi Note 3 (chinois simplifié : 小米红米Note3) est un smartphone de la marque chinoise Xiaomi Tech. Présentée officiellement par Xiaomi le 24 novembre 2015, cette phablette est le premier smartphone de la marque à avoir un lecteur d'empreintes digitales.

## Méthode de fabrication
Lors de la conférence, Lei Jun a tenu à expliquer la méthode de fabrication du Redmi Note 3, que ce soit en termes de design ou de performance.

### Design
Le Xiaomi Redmi Note 3 dispose d'un châssis monocoque en aluminium. Il est disponible en plusieurs coloris dont argent, or (champagne) et gris foncé.
La texture du métal, agréable au toucher et possédant une légèreté, permet d'avoir un smartphone au corps métallique mince fusionné. La grande batterie de 4 000 mAh est non-amovible en raison de la coque monobody.
Les ingénieurs de la firme ont cherché à allier finesse et batterie haute densité (1 000 mAh) en plus par rapport à la moyenne, l'appareil ne pesant que quelques grammes en plus. Pour ce faire, la firme a utilisé une technologie de batterie plus avancée, la densité d'énergie maximale est désormais de 690 Wh/L, cela signifie que le volume de la batterie est très faible, la capacité est plus grande. Le couvercle en aluminium de la batterie obtenant une position précise, une profondeur de coupe de 0,25 mm de façon que le plus de volume soit intégré dans le couvercle métallique de la batterie, ce qui permet une augmentation de la capacité de la batterie. L'entreprise a effectué des améliorations mineures au niveau des parties du châssis, telle que l'utilisation de l'antenne laser LDS, le support d'antenne par le moulage de la sculpture laser par rapport aux antennes classiques augmente le facteur des coins du châssis et de l'espace des bords d'utilisation, chaque amélioration assemblée signifie que la quantité électrique s'agrandit lorsque le smartphone est utilisé sur une longue période.
Xiaomi affirme que les utilisateurs aiment le matériau métallique, car c'est solide et stable. Le Redmi Note 3 possède un délicat lustre métallique avec des changements de lumière. Comme il n'y a pas de redondance dans le revêtement de la surface métallique, la texture du métal est unique. Le dos du smartphone possède un nombre de petit matériel de substance granulée au métal, c'est un processus technologique qui consiste sur les deux côtés de sabler le côté intérieur et extérieur de la façade arrière, on obtient un éclat et une sensation légère. Derrière chaque chanfrein scintillant se trouve un processus de polissage pour une finition brillante à plusieurs reprises.
Le Redmi Note 3 possède également des boutons sur les côtés en métal. La caméra est cachée dans un couvercle métallique. Les 132 trous à l'arrière forés pour la sonorité disposés d'une manière ordonnée. Il est un peu difficile de trouver le point d'appui de 1 mm, lorsque l'on met le smartphone à plat, il peut non seulement éviter les rayures, mais aussi éviter le blocage des trous sonores.
Pour protéger l'appareil, la firme utilise l'alliage d'aluminium pour le cadre du châssis interne, rendant la coque non seulement plus souple mais plus robuste, afin de mieux protéger les composants internes contre les chocs. Selon le constructeur, cette amélioration porte sur une meilleure protection de l'appareil pour son fonctionnement intérieur.

### Composants
Ce smartphone prend en charge le réseau 4G TDD-LTE et FDD-LTE.

#### Appareil photo et caméra
Le Redmi Note 3 possède un capteur d'image de 13 millions de pixels. Il réalise une mise au point en 0,1 seconde. Il est capable d'enregistrer des vidéos en Full HD 1080p, mais est aussi capable de filmer une vidéo au ralenti jusqu'à 120 images par seconde. Le Redmi Note 3 est équipé d'un capteur de 5 millions de pixels, ƒ/2,0 avec une caméra grande ouverture à l'avant.

#### SIM
Le Redmi Note 3 est équipé de deux emplacements pour carte SIM, supportant deux bandes 4G FDD-LTE/TDD-LTE.

#### Écran
L'écran du Redmi Note 3 possède une technologie résistante au soleil, quel que soit l'intensité du soleil brûlant ou l'obscurité de la nuit, le smartphone peut fournir les meilleures performances. Par exemple, grâce à la technologie d'écran Sunshine, la technologie peut automatiquement ajuster le contraste de l'écran en fonction de la luminosité environnante. L'écran possède une définition bien plus grande que la première génération, avec une définition Full HD 1080p (400 ppp) ainsi qu'une technologie IPS. Lorsque l'utilisateur s'expose au soleil, l'écran du smartphone n'a pas toujours une bonne performance. Il suffit d'augmenter la luminosité de l'écran mais cela ofre non seulement un effet limité, mais augmente aussi la consommation d'énergie. Le Redmi Note 3 possède une technologie d'écran Sunshine, qui peut changer en fonction de la lumière ambiante, le contraste global en temps réel de l'écran peut être réglé. Le mode yeux rouges du Redmi Note 3 permettra à l'utilisateur de réduire la couleur de l'écran pour éviter la fatigue oculaire afin de régler l'écran au plus près des couleurs jaunes, dans le but de protéger les yeux. Xiaomi a fait appel à un processus de collage de la vitre de protection, des capteurs et de l'écran tactile en un seul, ce qui réduit la couche d'air entre les composants, afin d'éviter la couche d'air et la réfraction de la lumière du soleil affectant écran, rendant la couleur plus pure, et l'écran plus lumineux.

#### Processeur et mémoire RAM
Le Redmi Note 3 possède un processeur MediaTek MT6795 (dit Helio X10), couplé avec 2 Go de mémoire vive LPDDR3 dual-channel ainsi qu'un processeur graphique PowerVR puissant (La version standard du Redmi Note 3 possède un GPU cadencé à 550 MHz, la version premium à 700 MHz). Le processeur MediaTek Helio X10 propose une architecture 64 bits. Avec 8 cœurs ARM Cortex A53 pouvant être simultanément ouverts, libérant une forte puissance. Avec 16 Go ou 32 Go eMMC 5.0 de mémoire interne, la vitesse de lecture que les téléphones habituels ont est de l'eMMC 4.5, l'eMMC 5.0 dans le Redmi Note 3 propose actuellement des gains de vitesse de lecture allant jusqu'à 2x. L'utilisateur peut choisir la version standard avec un Helio X10 cadencé à 2,0 GHz ou bien la version Prime avec le même Helio X10 mais cadencé cette fois-ci à 2,2 GHz. La mémoire double canal est utilisé dans ce smartphone, doublant les performances par rapport au Redmi Note premier du nom. Les performances graphiques ont été augmentées de 3,5 fois. Le GPU du Redmi Note 3 a été créé par la société britannique qui a lancé la série Power VR, avec sa technologie unique et puissante, le Redmi Note 3 s'oriente vers une performance 3,5 fois plus grande que la précédente génération. L'utilisateur peut choisir la fréquence GPU de 550 MHz en version standard, suffisant pour répondre à ses besoins quotidiens comme il peut choisir également la fréquence GPU de 700 MHz avec la version Prime. La firme ayant testé à l'aide de benchmark Antutu le Redmi Note 3 version Prime, ce dernier s'avère très convaincant avec 54 024 points, ce qui est énorme pour un smartphone milieu de gamme et ce qui est comparable à la puissance d'un Galaxy S5, un Galaxy Alpha, un HTC One M9, un MX4 ou bien même un Nexus 6.

#### Batterie
Le Redmi Note 3 possède une batterie haute capacité de 4 000 mAh. C'est la première fois que Xiaomi fabrique une batterie de smartphone ayant une telle capacité. L'appareil prend en charge la technologie de charge rapide 5 V/2A, mettre en charge le Redmi Note 3 pendant 1 heure peut très bien recharger la moitié de sa batterie. Selon la firme, l'autonomie moyenne de l'appareil serait de 14 heures en navigation GPS, 32 heures en écoute de musique via les haut-parleurs, 60 heures en écoute de musique via des écouteurs et 264 heures en connexion 4G en veille.

#### Connectivité
Le smartphone supporte également le dernier protocole Wi-Fi 802.11ac Gigabit. Le smartphone supporte le protocole standard international Bluetooth 4.1. Il est également équipé d'un émetteur infrarouge.

#### Lecteur d'empreintes digitales
Le lecteur d'empreintes digitales se situe à l'arrière de l'appareil, il facilite le déverrouillage du smartphone, le paiement d'achats et permet une vision cohérente des fichiers privés, la gestion du mode de l'enfance, ces applications ne doivent pas rendre le mot de passe compliqué, il suffit donc de tapoter légèrement dans n'importe quel angle, l'identification se fait alors et le Redmi Note 3 sait précisément l'identité de l'utilisateur.

## Prix

### Redmi Note 3 édition standard
- 899 yuans (environ 141 $), soit 133 € pour la version 16 Go et 2 Go de RAM.

### Redmi Note 3 édition premium
- 1099 yuans (environ 173 $), soit 163 € pour la version 32 Go et 3 Go de RAM.